# Faran Tahir
Faran Haroon Tahir (sinh ngày 16/2/1964) là nam diễn viên gốc Pakistan. Ông được biết với vai Raza trong Iron Man và Captain Robau trong Star Trek.